# Voduška velká
Voduška velká (Kobus ellipsiprymnus), známá také pod názvem antilopa vodní, je velká antilopa obývající savany a oblasti porostlé nízkou vegetací a keři poblíž vody v Západní, Střední, Východní i Jižní Africe. Stav ve volné přírodě se v roce 2021 odhadoval na 200 000 jedinců.

## Popis

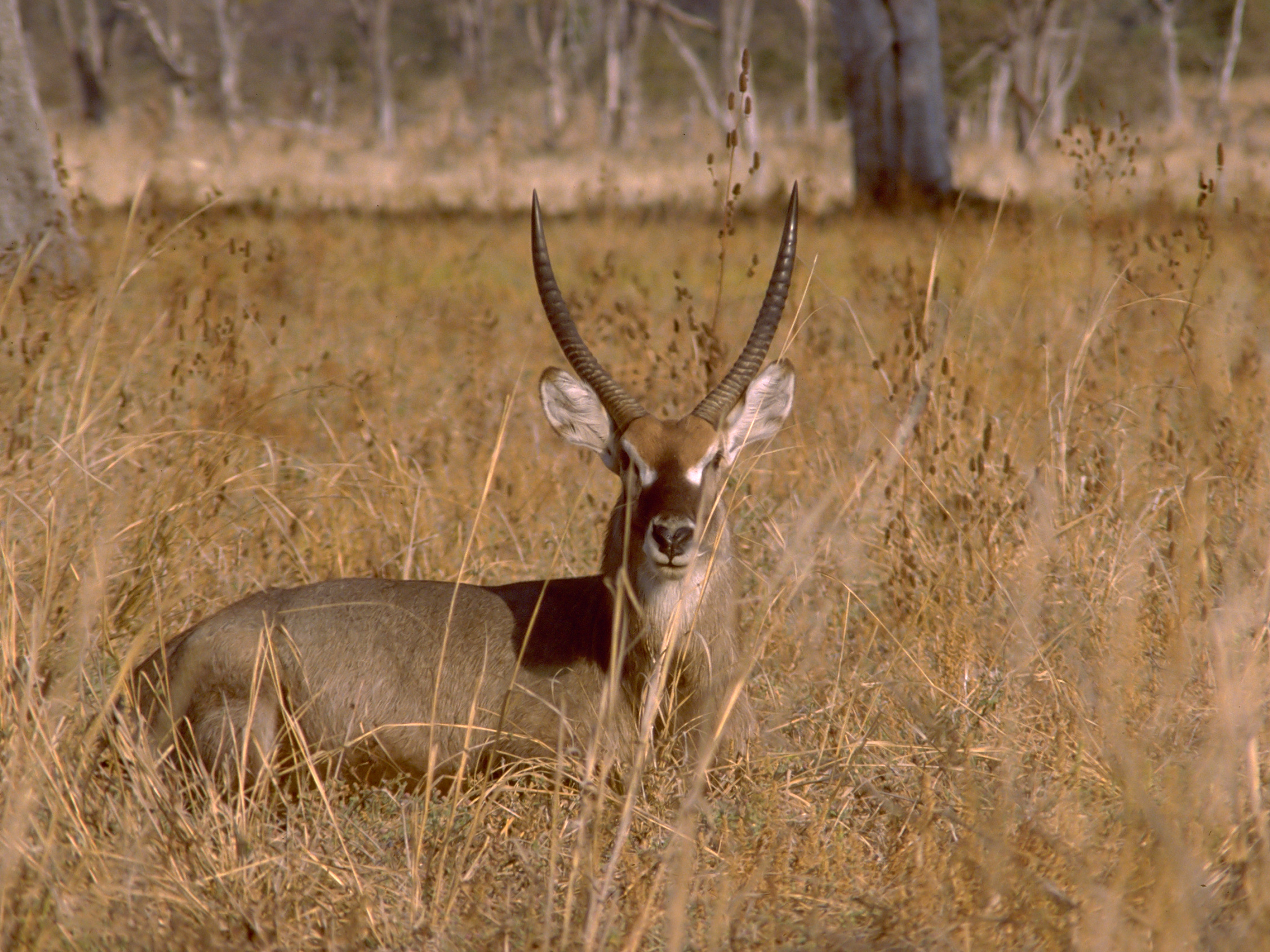
Samec

Kohoutková výška vodušky velké se pohybuje mezi 100 až 130 cm, délka těla 1,3-2,4 m a hmotnost se mezi 160 až 240 kg, což činí vodušku velkou jednou z nejtěžších antilop. Hrubá, dlouhá a mastná srst je zbarvena rudohnědě a spolu s věkem tmavne. Na hrdle, čenichu a v okolí řitního otvoru má bílé skvrny; bílá je i spodní část těla, „obočí“ a kroužky nad kopyty. Rohy, které mají obvykle pouze samci, jsou dlouhé, vrubované a mohou dosahovat až 1 m.

## Chování
I přes svůj anglický (Waterbuck), méně používaný i český název (antilopa vodní) netráví tento druh příliš času ve vodě, ale v její blízkosti a využívá ji jako útočiště proti svým predátorům stejně jako většina druhů vodušek. Je skvělým plavcem a dokáže se ponořit až po nozdry. Voduška velká je aktivní ve dne a živí se širokou paletou rostlin. Samice žijí samotářsky nebo v rozvolněných stádech, čítajících několik desítek jedinců. Mladí samci tvoří mládenecké skupiny čítající obvykle méně než 40 jednotlivců; starší rozmnožující se samci, tedy ve věku šesti až deseti let obsazují teritoria. Potní žlázy produkují nepříjemný zápach, který jde cítit na poměrně velkou vzdálenost a kterým zapáchá i jejich maso.
V Severní Africe se voduška velká rozmnožuje každoročně, v ostatních částech Afriky je rozmnožování proměnlivé. Samice rodí zhruba po 8měsíční březosti jediné mládě. Nemnoho dnů před porodem se samice ukládá k odpočinku a ulehá do stínu stromů nebo keřů. Po narození trvá mláděti zhruba půl hodiny než se dokáže postavit na nohy a chodit. První dva až čtyři týdny života se mládě skrývá ve vegetaci, kam jej chodí matka několikrát denně kojit. Samci dosahují pohlavní dospělosti ve věku šesti let, samice ve věku tří let.

## Poddruhy
Rozeznáváme šest poddruhů:
- Kobus ellipsiprymnus annectens
- Kobus ellipsiprymnus defassa (Rüppell, 1835) – voduška velká jelenovitá
- Kobus ellipsiprymnus ellipsiprymnus (Ogilby, 1833) – voduška velká znamenaná
- Kobus ellipsiprymnus penricei
- Kobus ellipsiprymnus thikae
- Kobus ellipsiprymnus unctuosus

## Voduška velká v českých zoo
V České republice můžeme vodušku velkou spatřit v Zoologické zahradě Dvůr Králové.